# Срђан Гојковић Гиле
Срђан Гојковић Гиле (Београд, 8. април 1961) српски је музичар. Оснивач, певач и гитариста групе Електрични оргазам.

## Биографија
Рођен је 8. априла 1961. године у Београду. Одрастао је на Зеленом венцу и Бановом брду. Музика му је постала нарочито интересантна пред крај основне школе. Са музиком се ближе упознавао преко колекције плоча његовог оца, који је радио у Радију Београд. Прве три плоче које су му се допале биле су плоче Битлса, једна компилација Ролингстонса и албум Арете Френклин.
У свом првом бенду Хипнотисано пиле, у трећем разреду гимназије свирао је бубњеве, ишао је у 11. београдску гимназију. Али никада нису званично објавили песму или албум. Године 1980. основао је бенд Електрични оргазам. Бенд је основан 13. јануара 1980. године, након концерта групе Леб и сол. У кафани „Морнар“ групу оснивају Срђан Гојковић Гиле, Љубомир Јовановић Јовец (дотадашњи бубњар и гитариста групе Хипнотисано пиле) и оргуљаш Љубомир Ђукић. Убрзо је Ђукић компоновао прву песму Електричног оргазма по имену „Конобар”. Постали су веома популарни за кратко време, свирали су широм Југославије и по великим градовима — Београду, Загребу, Љубљани, Ријеци и Новом Саду. Почетком 1981. године са београдским групама Идоли и Шарло акробата снимили су заједнички албум Пакет аранжман на којем су били заступљени са песмама „Крокодили долазе“, „Златни папагај“ и „Ви“. Пакет аранжман се сматра једним од најбољих и најзначајнијих албума тадашње југословенске рок сцене чиме је започео нови талас.
Компоновао је инструменталну музику за филмове Како је пропао рокенрол (1989) и Црни бомбардер (1993). После албума „Летим, сањам, дишем” имали су најозбиљнију турнеју по Југославији, али је у бенду дошло до засићења. Били су пред распадом, па су одлучили да замрзну рад у групи. Убрзо је објавио соло албум на коме је Влада Дивљан свирао соло гитару. Организовао је бенд који је промовисао његов соло албум „Ево сада видиш да може”, бас је свирао Шваба, Дивљан гитару а за бубњевима је био Срба, бубњар Ван Гога. Касније је свирао у бенду Римтутитуки који је формиран као антиратни пројекат током југословенских ратова, те су га чинили чланови група Екатарина Велика, Електрични оргазам и Партибрејкерси.
Радио је музику за децу у сарадњи са Љубивојем Ршумовићем за позориште „Бошко Буха” и тако је објављен албум „Рокенрол за децу”, а годину дана касније је објављен „Рокенрол буквар”. Ипак, најпознатија песма коју је урадио Гојковић за Електрични оргазам је „Игра рокенрол цела Југославија” из 1988. године, коју је Срђан Драгојевић користио у филму Лепа села лепо горе (1996). До сада је са Електричним оргазмом у више од 40 година каријере издао 12 студијских, 7 живих и 3 компилацијска албума.

## Приватни живот
Током 80-их година 20. века, био је у вези са Дуцом Марковић. Има двоје деце, сина Уроша из првог брака и ћерку Тару.
Јуна 2012. године, окренуо се будизму.

## Дискографија
Електрични оргазам

### Синглови
- „Конобар/ I've got a feeling" (Југотон, 1981)
- „Доколица / Доколица (Dub верзија)" (Југотон, 1982)
- „Одело / Африка“ (Југотон, 1982)
- " / " (Југотон, 1983)
- „Како бубањ каже / Тетовирана девојка“ (Југотон, 1984)

### Албуми
- "Пакет аранжман" [Разни извођачи] (Југотон, 1981) - учешће
- "Електрични Оргазам" (Југотон, 1981)
- "" (Југотон, 1981. / проширено реиздање Yellow Dog Records, 1996) - уживо
- "Лишће прекрива Лисабон" (Југотон, 1982)
- "" (Југотон, 1983)
- "Како бубањ каже" (Југотон, 1984)
- "Дисторзија" (Југотон, 1986)
- "Браћо и сестре" (Југотон, 1987) - уживо
- "Летим, сањам, дишем" (ПГП РТБ, 1988)
- "" (ПГП-РТБ, 1992) - студијски / уживо
- "" (1993) - уживо
- „Зашто да не!" (ПГП-РТС, 1994) - двоструки
- „Живо и акустично“ (Б92, 1996) - уживо ("unplugged")
- „А ум бум (City Records, 1999)
- „Хармонајзер“ (ПГП РТС, 2002)
- „Брескве у тешком сирупу, вол. 1" (Аутоматик, 2006)
- "New Wave" (Аутоматик, 2007) - уживо
- То што видиш то и јесте“ (2010)

### Филмска музика (Срђан Гојковић Гиле)
- "Како је пропао рокенрол" [Разни извођачи] (ПГП-РТБ, 1989) - учешће
- "Црни бомбардер" [Разни извођачи] (ЗАМ, 1993) - учешће

### Компилације
- „Најбоље песме 1980—1988" (Југотон, 1988)
- „Најбоље песме II" (ПГП-РТС, 2002)